# Hrabstwo Day
Hrabstwo Day (ang. Day County) – hrabstwo w stanie Dakota Południowa w Stanach Zjednoczonych. Obszar całkowity hrabstwa obejmuje powierzchnię 1091,21 mil² (2826,22 km²). Według szacunków United States Census Bureau w roku 2009 miało 5509 mieszkańców.
Hrabstwo powstało w 1879 roku. Na jego terenie znajdują się następujące gminy (townships): Andover, Bristol, Butler, Central Point, Egeland, Farmington, Grenville, Highland, Homer, Independence, Kidder, Kosciusko, Liberty, Lynn, Morton, Nutley, Oak Gulch, Racine, Raritan, Rusk, Scotland, Troy, Union, Valley, Waubay, Webster, Wheatland, York.

## Miejscowości
- Andover
- Bristol
- Butler
- Grenville
- Lily
- Pierpont
- Roslyn
- Waubay
- Webster